# Круглый пруд (Павловск)
Кру́глый пруд — пруд в городе Павловске (Пушкинский район Санкт-Петербурга). Расположен в центре улицы Круглый Пруд.
Пруд был вырыт в 1790-х годах в составе водной системы района Зверинец. Автором проекта был архитектор Ч. Камерон. Его название связано с формой пруда. В центре пруда находится круглый остров. И остров, и внешнее побережье является зелёной зоной общего пользования.
Сегодня пруд Круглый Пруд является объектом культурного наследия регионального значения «Водная система», входящим в ансамбль «Зверинец. Сохранившаяся историческая планировка с водной системой и старовозрастными деревьями».
К Круглому пруду изначально должны были сходиться восемь лучей. Сейчас пять: улицы Луначарского, 2-я Краснофлотская, Маяковского, Матросова и Чернышевского. Ещё одним лучом, не доходящим до пруда, является улица Кучумова.
В конце XVIII века лучом был проспект Обелиска, ведший отсюда к обелиску в честь основания Павловска. Ныне по трассе проспекта Обелиска проходит переулок Красного Курсанта.
Последний луч — Казарменный переулок, название которому планируется вернуть; впрочем, из-за сформированных земельных участок он тоже не будет доходить до Круглого пруда.